# Iron Front
Iron Front è il quarto album di studio del gruppo melodic hardcore punk/post-hardcore statunitense Strike Anywhere, pubblicato il 6 ottobre 2009 dalla Bridge Nine Records. Il titolo dell'album viene dall'omonima organizzazione paramilitare tedesca.

## Tracce
Tutte le tracce degli Strike Anywhere
1. Invisible Colony - 1:22
2. I'm Your Opposite Number - 2:20
3. South Central Beach Party - 2:28
4. Failed State - 2:31
5. Hand of Glory - 1:43
6. The Crossing - 2:54
7. Spectacular - 1:50
8. Blackbirds Roar - 2:19
9. Omega Footprint - 2:12
10. Summerpunks - 2:09
11. First Will and Testament - 2:53
12. Western Scale - 3:18
13. Postcards from Home - 2:58

## Formazione
- Thomas Barnett - voce
- Matt Smith - chitarra, voce
- Mark Miller - chitarra, voce
- Garth Petrie - basso
- Eric Kane - batteria

### Crediti[4]
- Michael Fossenkemper - masterizzazione
- Sam Holden - fotografia
- Jason Mazzola - design, impaginazione
- Chris Wrenn - assistente all'impaginazione